# فرودگاه گل، کلانتن
فرودگاه گل، کلانتن (به انگلیسی: Gol Airport, Klanten) یک فرودگاه خصوصی با کد یاتا GLL است . این فرودگاه در کشور نروژ قرار دارد .